# Ryszard Ostaszewski
Ryszard Stanisław Ostaszewski, ps. „Sanus” (ur. 3 kwietnia 1916 w Ostrołęce, zm. 24 grudnia 1996 w Warszawie) – doktor nauk medycznych, autor prac z dziedziny medycyny, członek Armii Krajowej, więzień obozów hitlerowskich, pułkownik Wojska Polskiego.

## Życiorys
Ryszard Ostaszewski pochodził z rodziny inteligenckiej, syn Władysława i Czesławy z d. Zielińskiej. Uczęszczał do SP oraz do Gimnazjum im. Króla Stanisława Leszczyńskiego w Ostrołęce, ukończył Akademię Medyczną w Poznaniu (1939). Po wybuchu wojny w 1939 roku ewakuował się z Ostrołęki, ale trafił do niewoli niemieckiej. Przebywał w obozach w Działdowie, Dachau i Mauthausen-Gusen. Został zwolniony z obozu z powodu epidemii duru brzusznego w Ostrołęce, gdzie sytuacja zdrowotna zaczęła wymykać się spod kontroli niemieckich lekarzy i niezbędne było sprowadzenie do miasta polskich lekarzy. W czasie okupacji pracował w szpitalu w Ostrołęce, a po wojnie był pierwszym dyrektorem Szpitala Powiatowego w Ostrołęce (1945–1950) m.in. organizując jego odbudowę. Przez kilka lat był również lekarzem wojskowym, a następnie adiunktem w Szpitalu Okręgowym i Szpitalu Klinicznym Wojskowej Akademii Medycznej w Warszawie oraz ordynatorem w Klinice Chirurgicznej.
Po zwolnieniu z obozu od 1940 roku działał w strukturach Armii Krajowej. Jako ps. „Sanus” był zastępcą szefa sanitarnego Obwodu Ostrołęckiego AK, a później – do wyzwolenia – szefem sanitarnym. Był lekarzem 5 Pułku Ułanów Spieszonych AK. Udzielał pomocy lekarskiej członkom konspiracji i ludności cywilnej. Z braku środków uśmierzających często musiał operować rannych bez znieczulenia, np. Edwarda Filochowskiego „Sana”. Ochraniał Polaków przed wyjazdami na przymusowe roboty do Niemiec i przed aresztowaniami, poświadczając zły stan zdrowia. W ten sposób uratował np. Ryszarda Pszczółkowskiego „Gryfa”, który nie stawił się do pracy w Rejonie Dróg Wodnych, bo zajmował się w tym czasie szkoleniem podoficerów.
W ostatnich latach życia angażował się – jako członek i przez jedną kadencję prezes Warszawskiego Koła Towarzystwa Przyjaciół Ostrołęki. Był mężem Krystyny z d. Kolbe – lekarki medycyny, mieli troje dzieci: Krystynę, Andrzeja i Włodzimierza, ośmioro wnuków. Był związany z Ostrołęką, następnie z Warszawą. Spoczął w grobie rodzinnym na Cmentarzu Wawrzyszewskim w Warszawie.

## Publikacje
Ryszard Ostaszewski jest autorem 26 prac klinicznych, 11 rozpraw z dziedziny organizacji i taktyki polowej służby zdrowia, a także 3 prac wspomnieniowych.

## Medale i odznaczenia
- Krzyż Kawalerski Orderu Odrodzenia Polski
- Srebrny Krzyż z Mieczami
- Krzyż Walecznych
- Krzyż Armii Krajowej
- Odznaka honorowa „Za wzorową pracę w służbie zdrowia”
- Odznaka tytułu honorowego „Zasłużony Lekarz Polskiej Rzeczypospolitej Ludowej”
- Odznaka „Za zasługi dla miasta Ostrołęki”
- Medal XXX-lecia Szpitala w Ostrołęce

Źródło: Słownik biograficzny Kurpiowszczyzny XX wieku.

## Upamiętnienie
Jedna z ulic w Ostrołęce nosi imię Doktora Ryszarda Ostaszewskiego.